# Katy O'Brian
Katy M. O'Brian (Indianápolis, Indiana, 12 de febrero de 1989) es una actriz, escritora y artista marcial estadounidense. Es conocida por sus papeles como Jentorra en Ant-Man and the Wasp: Quantumania, George en el programa de zombis Z Nation de Syfy, Major Sarah Gray en la serie de superhéroes de The CW Black Lightning y Kimball en Agents of S.H.I.E.L.D. Interpreta a la oficial de comunicaciones imperial Elia Kane en la segunda y tercera temporada de The Mandalorian.

## Primeros años y educación
O'Brian nació el 12 de febrero de 1989 en Indianápolis, Indiana y tiene tres hermanos mayores. Se enamoró de las artes marciales a los 5 años y a los 9 obtuvo su cinturón marrón en Shorei Goju Ryu Karate. A lo largo de su juventud participó en numerosos programas deportivos y también en programas musicales como percusionista.
Asistió a la Universidad de Indiana Bloomington, donde se especializó en psicología y estudios germánicos. Fue uno de los primeros miembros de la compañía de improvisación de formato corto Hoosonfirst de la universidad y recibió la certificación de cumplimiento de la ley a través del Programa de Oficiales Cadetes de la universidad. En la universidad, recibió su cinturón negro en Hapkido a través de la Federación Estadounidense de Hapkido.
Después de graduarse, fue oficial de policía durante siete años en el Departamento de Policía de Carmel en Carmel, Indiana, incluido el Equipo de Intervención de Crisis del departamento, que se especializó en ayudar a personas con diversas afecciones como psicosis, depresión, Alzheimer y autismo. Obtuvo su certificación de entrenadora personal y comenzó a competir en competencias de fisicoculturismo, y comenzó a entrenar en la Indy Actors Academy.
En 2016, O'Brian se mudó a Los Ángeles para seguir una carrera en cine y televisión. Mientras esperaba conseguir un papel, trabajó con el Programa de Artes Marciales de la Universidad de California en Los Ángeles (UCLA), ayudando con clases de defensa personal e instruyendo el programa Hapkido. A través de los programas de UCLA, y estudiando Muay thai y Jiu-jitsu brasileño.

## Carrera
El primer papel televisivo de O'Brian fue como una salvadora llamada Katy en The Walking Dead de AMC, seguido rápidamente por papeles coprotagonistas en Halt & Catch Fire, Tosh. O y How to Get Away with Murder. 
En 2018, O'Brian consiguió su primer papel regular en la serie de acción y comedia Z Nation, donde interpretó a George, un líder en ciernes del apocalipsis. En el 2019, apareció en la serie de CW Black Lightning como una antagonista de ASA, Major Sarah Grey. Apareció en la temporada 3 de Westworld de HBO.
En 2020, O'Brian fue elegida como Elia Kane, un personaje recurrente clave en las temporadas 2 y 3 de la serie derivada de Star Wars, The Mandalorian.
Había aparecido en el universo cinematográfico de Marvel en 2020 como Kimball en Agents of S.H.I.E.L.D.; y en 2023 tuvo un papel protagónico como Jentorra, líder de los Freedom Fighters en el Reino Cuántico en Ant-Man and the Wasp: Quantumania. Es una de las pocas actrices que ha aparecido en las franquicias de Star Wars y Marvel.
En 2024, protagonizó junto a Kristen Stewart la película independiente Love Lies Bleeding, donde interpretó a una fisicoculturista que se ve envuelta en un mundo criminal tras enamorarse de la dueña de un gimnasio. Tuvo su estreno en el Festival de Sundance.

## Vida personal
Poco después de mudarse a Los Ángeles en 2016, O'Brian conoció a su pareja, Kylie Chi, en el plató de un proyecto cinematográfico estudiantil. La pareja vive junta en Los Ángeles y se casaron en julio de 2020.

## Filmografía

### Películas
| Año  | Título                            | Papel                      | Notas        |
| ---- | --------------------------------- | -------------------------- | ------------ |
| 2012 | Student Seven                     | SIG Raider                 | Cortometraje |
| 2015 | Submerge: Ni're Reborn            | E'lan                      | Cortometraje |
| 2015 | Finders Keepers                   | Girl                       | Cortometraje |
| 2015 | Remedy of a Killer                | Nancy                      | Cortometraje |
| 2016 | Richard Watson Files              | Emma Simms                 | Cortometraje |
| 2019 | Rain                              | Reportera de Noticias      | Cortometraje |
| 2019 | Power Rangers: Zenith             | Aisha                      |              |
| 2019 | Gnawbone                          | Lisa                       |              |
| 2019 | Fantasy                           | Kelly                      |              |
| 2019 | The Divisible                     | Kira                       | Cortometraje |
| 2020 | Sidewinder                        | Harris                     | Cortometraje |
| 2021 | Sweet Girl                        | Presentadora de TV         |              |
| 2023 | Ant-Man and the Wasp: Quantumania | Jentorra                   |              |
| 2024 | Love Lies Bleeding                | Jaqueline "Jackie" Cleaver |              |
| 2024 | Twisters                          | Dani                       |              |
| 2025 | Misión Imposible: Sentencia Final | Kodiak                     |              |
| 2025 | Queens of the Dead                | Dre                        |              |

### Televisión
| Año           | Título                      | Papel                      | Notas                                             |
| ------------- | --------------------------- | -------------------------- | ------------------------------------------------- |
| 2017          | Tosh.0                      | Jugadora de Softball       | Episodio: "UCF Baseball Player"                   |
| 2017          | Halt and Catch Fire         | Bartender                  | Episodio: "Search"                                |
| 2017-2018     | The Walking Dead            | Katy                       | 2 episodios                                       |
| 2018          | How to Get Away with Murder | Cajera                     | Episodio: "Ask Him About Stella"                  |
| 2018          | Z Nation                    | Georgia "George" St. Clair | Protagonista (temporada 5)                        |
| 2019-2020     | Black Lightning             | Sara Grey                  | Recurrente (temporada 3)                          |
| 2020          | Agents of S.H.I.E.L.D.      | Kimball                    | 3 episodios (temporada 7)                         |
| 2020          | Westworld                   | EMT                        | Episodio: "The Absence of Field"                  |
| 2020-presente | The Mandalorian             | Elia Kane                  | Recurrente (temporada 2–3)                        |
| 2021          | Magnum P.I.                 | Kai Durrell                | Episodio: "First the Beatdown, Then the Blowback" |
| 2021          | The Rookie                  | Katie Barnes               | Episodio: "New Blood"                             |
| 2024          | Candela Oscura              | Synamynt                   | 1 episodio                                        |